# Nieciecz (województwo lubuskie)
Nieciecz (niem. Nettschütz)– wieś w Polsce położona w województwie lubuskim, w powiecie nowosolskim, w gminie Nowe Miasteczko.
W latach 1975–1998 miejscowość położona była w województwie zielonogórskim.

## Demografia
Liczba mieszkańców miejscowości w poszczególnych latach:
| Rok  | Ilość mieszkańców |
| ---- | ----------------- |
| 1998 | 124               |
| 2002 | 135               |
| 2009 | 145               |
| 2011 | 154               |
| 2021 | 146               |